# Élections cantonales de 2004 dans le Var
Les élections cantonales françaises de 2004 ont lieu les 21 et 28 mars.
Lors de ces élections, 23 des 43 cantons du Var sont renouvelés. Elles voient la reconduction de la majorité UMP dirigée par Horace Lanfranchi, président du conseil général depuis 2002.

## Contexte départemental

### Assemblée départementale sortante
Avant les élections, le conseil général du Var est présidé par Horace Lanfranchi. Il comprend 43 conseillers généraux issus des 43 cantons du Var ; 23 d'entre eux sont renouvelables lors de ces élections.
| Parti                             | Sigle | Élus |
| --------------------------------- | ----- | ---- |
| Majorité (28 sièges)              |       |      |
| Union pour un mouvement populaire | UMP   | 22   |
| Divers droite                     | DVD   | 5    |
| Mouvement démocrate               | MoDem | 1    |
| Opposition (15 sièges)            |       |      |
| Parti socialiste                  | PS    | 7    |
| Parti communiste français         | PCF   | 5    |
| Divers gauche                     | DVG   | 3    |
| Président du conseil général      |       |      |
| Horace Lanfranchi (UMP)           |       |      |

## Résultats à l'échelle du département
Répartition départementale des résultats (2d tour).
- PCF (7,32 %)
- PS (16,71 %)
- PRG (0,54 %)
- Verts (2,37 %)
- UMP (34,97 %)
- DVD (18,76 %)
- FN (19,32 %)

| Étiquette      | Étiquette                          | Premier tour | Premier tour | Second tour | Second tour | Sièges |
| Étiquette      | Étiquette                          | Voix         | %            | Voix        | %           | Sièges |
| -------------- | ---------------------------------- | ------------ | ------------ | ----------- | ----------- | ------ |
|                | Parti socialiste                   | 38 402       | 17,48        | 35 878      | 16,71       | 6      |
|                | Parti communiste français          | 18 878       | 8,59         | 15 714      | 7,32        | 1      |
|                | Les Verts                          | 5 605        | 2,55         | 5 087       | 2,37        | 0      |
|                | Parti radical de gauche            | 3 018        | 1,37         | 1 170       | 0,54        | 0      |
|                | Extrême gauche                     | 2 783        | 1,27         |             |             |        |
|                | Divers gauche                      | 582          | 0,26         |             |             |        |
| Gauche         | Gauche                             | 69 268       | 31,52        | 57 849      | 26,94       | 7      |
|                |                                    |              |              |             |             |        |
|                | Union pour un mouvement populaire  | 56 349       | 25,65        | 75 074      | 34,97       | 9      |
|                | Front national                     | 46 900       | 21,35        | 41 488      | 19,32       | 0      |
|                | Divers droite                      | 42 416       | 19,30        | 40 283      | 18,76       | 7      |
|                | Union pour la démocratie française | 2 227        | 1,01         |             |             |        |
|                | Extrême droite                     | 1 041        | 0,47         |             |             |        |
| Droite         | Droite                             | 148 933      | 67,78        | 156 845     | 73,05       | 16     |
|                |                                    |              |              |             |             |        |
|                | Écologistes divers                 | 1 059        | 0,48         |             |             |        |
|                | Divers                             | 458          | 0,21         |             |             |        |
|                |                                    |              |              |             |             |        |
| Inscrits       | Inscrits                           | 377 341      | 100,00       | 351 896     | 100,00      |        |
| Abstention     | Abstention                         | 149 793      | 39,70        | 126 146     | 35,85       |        |
| Votants        | Votants                            | 227 548      | 60,30        | 225 750     | 64,15       |        |
| Blancs et nuls | Blancs et nuls                     | 7 830        | 3,44         | 11 056      | 4,90        |        |
| Exprimés       | Exprimés                           | 219 718      | 96,56        | 214 694     | 95,10       |        |

### Résultats en nombre de sièges
| Parti | Sortants | Élus | Évolution |
| ----- | -------- | ---- | --------- |
| UMP   | 7        | 11   | +4        |
| PS    | 5        | 6    | +1        |
| DVD   | 6        | 5    | -1        |
| DVG   | 1        | 0    | -1        |
| PCF   | 4        | 1    | -3        |

### Assemblée départementale à l'issue des élections
| Parti                             | Sigle | Élus |
| --------------------------------- | ----- | ---- |
| Majorité (31 sièges)              |       |      |
| Union pour un mouvement populaire | UMP   | 26   |
| Divers droite                     | DVD   | 4    |
| Mouvement démocrate               | MoDem | 1    |
| Opposition (12 sièges)            |       |      |
| Parti socialiste                  | PS    | 8    |
| Divers gauche                     | DVG   | 2    |
| Parti communiste français         | PCF   | 2    |
| Président du conseil général      |       |      |
| Horace Lanfranchi (UMP)           |       |      |

## Résultats par canton

### Canton de Besse-sur-Issole
| Candidats      | Candidats           | Étiquette      | Premier tour | Premier tour | Second tour | Second tour |
| Candidats      | Candidats           | Étiquette      | Voix         | %            | Voix        | %           |
| -------------- | ------------------- | -------------- | ------------ | ------------ | ----------- | ----------- |
|                | Jean-Louis Raybaud* | UMP            | 2 435        | 41,03        | 3 047       | 48,07       |
|                | Régiste Dufresne    | PCF            | 1 871        | 31,52        | 2 230       | 35,18       |
|                | Arnaud Clance       | FN             | 1 196        | 20,15        | 1 062       | 16,75       |
|                | Philippe Bartier    | UDF            | 433          | 7,30         |             |             |
|                |                     |                |              |              |             |             |
| Inscrits       | Inscrits            | Inscrits       | 8 917        | 100,00       | 8 919       | 100,00      |
| Abstention     | Abstention          | Abstention     | 2 688        | 30,14        | 2 375       | 26,63       |
| Votants        | Votants             | Votants        | 6 229        | 69,86        | 6 544       | 73,37       |
| Blancs et nuls | Blancs et nuls      | Blancs et nuls | 294          | 4,72         | 205         | 3,13        |
| Exprimés       | Exprimés            | Exprimés       | 5 935        | 95,28        | 6 339       | 96,87       |

*sortant

### Canton de Brignoles
| Candidats      | Candidats           | Étiquette      | Premier tour | Premier tour | Second tour | Second tour |
| Candidats      | Candidats           | Étiquette      | Voix         | %            | Voix        | %           |
| -------------- | ------------------- | -------------- | ------------ | ------------ | ----------- | ----------- |
|                | Jean-Paul Dispard   | FN             | 2 269        | 22,42        | 2 654       | 25,00       |
|                | Claude Gilardo*     | PCF            | 2 143        | 21,17        | 4 713       | 44,40       |
|                | Jean-Pierre Guercin | UMP            | 2 072        | 20,47        | 3 247       | 30,59       |
|                | Bernard Vaillot     | DVD            | 1 735        | 17,14        |             |             |
|                | Reinette Mithouard  | PS             | 1 030        | 10,18        |             |             |
|                | Christophe Terras   | EXG            | 491          | 4,85         |             |             |
|                | Françoise Ferrant   | EXG            | 204          | 2,02         |             |             |
|                | Jean Giraud         | SE             | 178          | 1,76         |             |             |
|                |                     |                |              |              |             |             |
| Inscrits       | Inscrits            | Inscrits       | 16 707       | 100,00       | 16 660      | 100,00      |
| Abstention     | Abstention          | Abstention     | 6 275        | 37,56        | 5 677       | 34,08       |
| Votants        | Votants             | Votants        | 10 432       | 62,44        | 10 983      | 65,92       |
| Blancs et nuls | Blancs et nuls      | Blancs et nuls | 310          | 2,97         | 369         | 3,36        |
| Exprimés       | Exprimés            | Exprimés       | 10 122       | 97,03        | 10 614      | 96,64       |

*sortant

### Canton de Callas
|                | Pierre-Yves Collombat* | PS             | 1 934 | 62,41  |  |  |
|                | Muriel Bovis           | UDF            | 621   | 20,04  |  |  |
|                | Michèle Dutoya         | FN             | 544   | 17,55  |  |  |
|                |                        |                |       |        |  |  |
| Inscrits       | Inscrits               | Inscrits       | 4 947 | 100,00 |  |  |
| Abstention     | Abstention             | Abstention     | 1 690 | 34,16  |  |  |
| Votants        | Votants                | Votants        | 3 257 | 65,84  |  |  |
| Blancs et nuls | Blancs et nuls         | Blancs et nuls | 158   | 4,85   |  |  |
| Exprimés       | Exprimés               | Exprimés       | 3 099 | 95,15  |  |  |

*sortant

### Canton de Fréjus
| Candidats      | Candidats                     | Étiquette      | Premier tour | Premier tour | Second tour | Second tour |
| Candidats      | Candidats                     | Étiquette      | Voix         | %            | Voix        | %           |
| -------------- | ----------------------------- | -------------- | ------------ | ------------ | ----------- | ----------- |
|                | Élie Brun*                    | UMP            | 9 466        | 47,98        | 11 223      | 53,68       |
|                | Jacques Ganachaud             | FN             | 4 538        | 23,00        | 4 596       | 21,98       |
|                | Marie-Angèle Fay              | Verts          | 3 732        | 18,91        | 5 087       | 24,33       |
|                | Didier Le Gall                | ECO            | 800          | 4,05         |             |             |
|                | Gérard Charlier De Vrainville | DVD            | 774          | 3,92         |             |             |
|                | Michel Bray                   | EXG            | 421          | 2,13         |             |             |
|                | Elsa di Meo                   | DVG            | 0            | 0            |             |             |
|                |                               |                |              |              |             |             |
| Inscrits       | Inscrits                      | Inscrits       | 33 093       | 100,00       | 33 091      | 100,00      |
| Abstention     | Abstention                    | Abstention     | 12 862       | 38,87        | 11 652      | 35,21       |
| Votants        | Votants                       | Votants        | 20 231       | 61,13        | 21 439      | 64,79       |
| Blancs et nuls | Blancs et nuls                | Blancs et nuls | 500          | 2,47         | 533         | 2,49        |
| Exprimés       | Exprimés                      | Exprimés       | 19 731       | 97,53        | 20 906      | 97,51       |

*sortant

### Canton de La Garde
| Candidats      | Candidats          | Étiquette      | Premier tour | Premier tour | Second tour | Second tour |
| Candidats      | Candidats          | Étiquette      | Voix         | %            | Voix        | %           |
| -------------- | ------------------ | -------------- | ------------ | ------------ | ----------- | ----------- |
|                | Jean-Louis Masson  | UMP            | 5 405        | 35,22        | 7 475       | 45,31       |
|                | Yvon Robert*       | PCF            | 3 732        | 24,32        | 6 666       | 40,40       |
|                | Jean-Claude Bertin | FN             | 2 641        | 17,21        | 2 357       | 14,29       |
|                | Roland Joffre      | PRG            | 2 372        | 15,46        |             |             |
|                | Maurice Franceschi | Verts          | 841          | 5,48         |             |             |
|                | Véronique Guirado  | EXG            | 242          | 1,58         |             |             |
|                | Claude Parisot     | EXG            | 112          | 0,73         |             |             |
|                |                    |                |              |              |             |             |
| Inscrits       | Inscrits           | Inscrits       | 25 686       | 100,00       | 25 689      | 100,00      |
| Abstention     | Abstention         | Abstention     | 9 905        | 38,56        | 8 676       | 33,77       |
| Votants        | Votants            | Votants        | 15 781       | 61,44        | 17 013      | 66,23       |
| Blancs et nuls | Blancs et nuls     | Blancs et nuls | 436          | 2,76         | 515         | 3,03        |
| Exprimés       | Exprimés           | Exprimés       | 15 345       | 97,24        | 16 498      | 96,97       |

*sortant

### Canton d'Hyères-Est
| Candidats      | Candidats             | Étiquette      | Premier tour | Premier tour | Second tour | Second tour |
| Candidats      | Candidats             | Étiquette      | Voix         | %            | Voix        | %           |
| -------------- | --------------------- | -------------- | ------------ | ------------ | ----------- | ----------- |
|                | Francis Roux          | DVD            | 2 711        | 29,99        | 4 809       | 48,82       |
|                | Jean-François Collin  | FN             | 2 152        | 23,80        | 2 198       | 22,31       |
|                | Jean-Pierre Noyer     | PS             | 1 875        | 20,74        | 2 844       | 28,87       |
|                | Marie-Christine Hamel | DVD            | 1 170        | 12,94        |             |             |
|                | Jean Donzel           | UDF            | 693          | 7,67         |             |             |
|                | Jean-Claude Restivo   | PCF            | 440          | 4,87         |             |             |
|                |                       |                |              |              |             |             |
| Inscrits       | Inscrits              | Inscrits       | 16 489       | 100,00       | 16 489      | 100,00      |
| Abstention     | Abstention            | Abstention     | 7 117        | 43,16        | 6 318       | 38,32       |
| Votants        | Votants               | Votants        | 9 372        | 56,84        | 10 171      | 61,68       |
| Blancs et nuls | Blancs et nuls        | Blancs et nuls | 331          | 3,53         | 320         | 3,15        |
| Exprimés       | Exprimés              | Exprimés       | 9 041        | 96,47        | 9 851       | 96,85       |

### Canton d'Hyères-Ouest
| Candidats      | Candidats                    | Étiquette      | Premier tour | Premier tour | Second tour | Second tour |
| Candidats      | Candidats                    | Étiquette      | Voix         | %            | Voix        | %           |
| -------------- | ---------------------------- | -------------- | ------------ | ------------ | ----------- | ----------- |
|                | Daniel Barbarroux*           | DVD            | 2 382        | 24,02        | 4 941       | 46,43       |
|                | Philippe de David-Beauregard | FN             | 2 305        | 23,25        | 2 523       | 23,71       |
|                | André Sales                  | PS             | 2 174        | 21,93        | 3 178       | 29,86       |
|                | Gilbert Werkle               | UMP            | 1 768        | 17,83        |             |             |
|                | Nicole Ferre                 | DVD            | 634          | 6,39         |             |             |
|                | Monique Nironi               | PCF            | 454          | 4,58         |             |             |
|                | Michel Lebaillif             | EXD            | 152          | 1,53         |             |             |
|                | Olivier Chanteloup           | SE             | 46           | 0,46         |             |             |
|                |                              |                |              |              |             |             |
| Inscrits       | Inscrits                     | Inscrits       | 17 596       | 100,00       | 17 596      | 100,00      |
| Abstention     | Abstention                   | Abstention     | 7 278        | 41,36        | 6 482       | 36,84       |
| Votants        | Votants                      | Votants        | 10 318       | 58,64        | 11 114      | 63,16       |
| Blancs et nuls | Blancs et nuls               | Blancs et nuls | 403          | 3,91         | 472         | 4,25        |
| Exprimés       | Exprimés                     | Exprimés       | 9 915        | 96,09        | 10 642      | 95,75       |

*sortant

### Canton de Lorgues
| Candidats      | Candidats           | Étiquette      | Premier tour | Premier tour |
| Candidats      | Candidats           | Étiquette      | Voix         | %            |
| -------------- | ------------------- | -------------- | ------------ | ------------ |
|                | Barthélémy Mariani* | PS             | 4 125        | 51,65        |
|                | Jean-Pierre Porte   | DVD            | 2 076        | 26,00        |
|                | Roger Pasquier      | FN             | 1 785        | 22,35        |
|                |                     |                |              |              |
| Inscrits       | Inscrits            | Inscrits       | 12 049       | 100,00       |
| Abstention     | Abstention          | Abstention     | 3 774        | 31,32        |
| Votants        | Votants             | Votants        | 8 275        | 68,68        |
| Blancs et nuls | Blancs et nuls      | Blancs et nuls | 289          | 3,49         |
| Exprimés       | Exprimés            | Exprimés       | 7 986        | 96,51        |

*sortant

### Canton du Luc
| Candidats      | Candidats        | Étiquette      | Premier tour | Premier tour | Second tour | Second tour |
| Candidats      | Candidats        | Étiquette      | Voix         | %            | Voix        | %           |
| -------------- | ---------------- | -------------- | ------------ | ------------ | ----------- | ----------- |
|                | Jean-Yves Gosse* | PS             | 3 776        | 43,61        | 4 013       | 42,98       |
|                | Claude Pianetti  | UMP            | 2 891        | 33,39        | 3 608       | 38,65       |
|                | Michel Jambard   | FN             | 1 992        | 23,00        | 1 715       | 18,37       |
|                |                  |                |              |              |             |             |
| Inscrits       | Inscrits         | Inscrits       | 13 594       | 100,00       | 13 594      | 100,00      |
| Abstention     | Abstention       | Abstention     | 4 597        | 33,82        | 3 978       | 29,26       |
| Votants        | Votants          | Votants        | 8 997        | 66,18        | 9 616       | 70,74       |
| Blancs et nuls | Blancs et nuls   | Blancs et nuls | 338          | 3,76         | 280         | 2,91        |
| Exprimés       | Exprimés         | Exprimés       | 8 659        | 96,24        | 9 336       | 97,09       |

*sortant

### Canton du Muy
| Candidats      | Candidats          | Étiquette      | Premier tour | Premier tour | Second tour | Second tour |
| Candidats      | Candidats          | Étiquette      | Voix         | %            | Voix        | %           |
| -------------- | ------------------ | -------------- | ------------ | ------------ | ----------- | ----------- |
|                | Jean-Pierre Serra* | DVD            | 3 991        | 33,90        | 5 404       | 44,42       |
|                | Luc Jousse         | DVD            | 3 104        | 26,36        | 4 359       | 35,83       |
|                | Vincent Adelantado | FN             | 2 522        | 21,42        | 2 404       | 19,76       |
|                | Jack Verriez       | PS             | 2 157        | 18,32        |             |             |
|                |                    |                |              |              |             |             |
| Inscrits       | Inscrits           | Inscrits       | 19 157       | 100,00       | 19 157      | 100,00      |
| Abstention     | Abstention         | Abstention     | 7 026        | 36,68        | 6 168       | 32,20       |
| Votants        | Votants            | Votants        | 12 131       | 63,32        | 12 989      | 67,80       |
| Blancs et nuls | Blancs et nuls     | Blancs et nuls | 357          | 2,94         | 822         | 6,33        |
| Exprimés       | Exprimés           | Exprimés       | 11 774       | 97,06        | 12 167      | 93,67       |

*sortant

### Canton d'Ollioules
| Candidats      | Candidats           | Étiquette      | Premier tour | Premier tour | Second tour | Second tour |
| Candidats      | Candidats           | Étiquette      | Voix         | %            | Voix        | %           |
| -------------- | ------------------- | -------------- | ------------ | ------------ | ----------- | ----------- |
|                | Ferdinand Bernhard* | DVD            | 7 779        | 44,11        | 10 030      | 52,30       |
|                | Christian Delaud    | PS             | 3 906        | 22,15        | 5 755       | 30,01       |
|                | Georges Condet      | FN             | 3 402        | 19,29        | 3 393       | 17,69       |
|                | Alain Bovero        | DVD            | 1 684        | 9,55         |             |             |
|                | Georges Beaujeux    | PCF            | 863          | 4,89         |             |             |
|                |                     |                |              |              |             |             |
| Inscrits       | Inscrits            | Inscrits       | 30 578       | 100,00       | 30 582      | 100,00      |
| Abstention     | Abstention          | Abstention     | 12 402       | 40,56        | 10 851      | 35,48       |
| Votants        | Votants             | Votants        | 18 176       | 59,44        | 19 731      | 64,52       |
| Blancs et nuls | Blancs et nuls      | Blancs et nuls | 542          | 2,98         | 553         | 2,80        |
| Exprimés       | Exprimés            | Exprimés       | 17 634       | 97,02        | 19 178      | 97,20       |

*sortant

### Canton de Rians
| Candidats      | Candidats         | Étiquette      | Premier tour | Premier tour |
| Candidats      | Candidats         | Étiquette      | Voix         | %            |
| -------------- | ----------------- | -------------- | ------------ | ------------ |
|                | Guy Lombard*      | PS             | 2 938        | 50,27        |
|                | Dominique Joubert | UMP            | 1 494        | 25,56        |
|                | Danielle Bihare   | FN             | 943          | 16,14        |
|                | Gérard Monno      | PCF            | 284          | 4,86         |
|                | Cédric Dubois     | DVG            | 185          | 3,17         |
|                |                   |                |              |              |
| Inscrits       | Inscrits          | Inscrits       | 8 418        | 100,00       |
| Abstention     | Abstention        | Abstention     | 2 397        | 28,47        |
| Votants        | Votants           | Votants        | 6 021        | 71,53        |
| Blancs et nuls | Blancs et nuls    | Blancs et nuls | 177          | 2,94         |
| Exprimés       | Exprimés          | Exprimés       | 5 844        | 97,06        |

*sortant

### Canton de Saint-Maximin-la-Sainte-Baume
| Candidats      | Candidats          | Étiquette      | Premier tour | Premier tour | Second tour | Second tour |
| Candidats      | Candidats          | Étiquette      | Voix         | %            | Voix        | %           |
| -------------- | ------------------ | -------------- | ------------ | ------------ | ----------- | ----------- |
|                | Horace Lanfranchi* | UMP            | 5 861        | 44,99        | 7 005       | 50,09       |
|                | Hélène Tudury      | FN             | 2 662        | 20,44        | 2 693       | 19,26       |
|                | Cécile Laublet     | PS             | 2 343        | 17,99        | 4 286       | 30,65       |
|                | Jean-Michel Zammit | PCF            | 1 128        | 8,66         |             |             |
|                | Philippe Raignault | Verts          | 1 032        | 7,92         |             |             |
|                |                    |                |              |              |             |             |
| Inscrits       | Inscrits           | Inscrits       | 20 745       | 100,00       | 20 745      | 100,00      |
| Abstention     | Abstention         | Abstention     | 7 289        | 35,14        | 6 362       | 30,67       |
| Votants        | Votants            | Votants        | 13 456       | 64,86        | 14 383      | 69,33       |
| Blancs et nuls | Blancs et nuls     | Blancs et nuls | 430          | 3,20         | 399         | 2,77        |
| Exprimés       | Exprimés           | Exprimés       | 13 026       | 96,80        | 13 984      | 97,23       |

*sortant

### Canton de Saint-Raphaël
| Candidats      | Candidats        | Étiquette      | Premier tour | Premier tour | Second tour | Second tour |
| Candidats      | Candidats        | Étiquette      | Voix         | %            | Voix        | %           |
| -------------- | ---------------- | -------------- | ------------ | ------------ | ----------- | ----------- |
|                | Françoise Dumont | UMP            | 5 884        | 38,13        | 7 909       | 47,68       |
|                | Évelyne Pierron  | FN             | 4 118        | 26,68        | 3 694       | 22,27       |
|                | Charles Laugier  | PS             | 4 083        | 26,46        | 4 984       | 30,05       |
|                | Paul Laurenti    | DVD            | 1 348        | 8,73         |             |             |
|                |                  |                |              |              |             |             |
| Inscrits       | Inscrits         | Inscrits       | 26 534       | 100,00       | 26 534      | 100,00      |
| Abstention     | Abstention       | Abstention     | 10 532       | 39,69        | 9 552       | 36,00       |
| Votants        | Votants          | Votants        | 16 002       | 60,31        | 16 982      | 64,00       |
| Blancs et nuls | Blancs et nuls   | Blancs et nuls | 569          | 3,56         | 395         | 2,33        |
| Exprimés       | Exprimés         | Exprimés       | 15 433       | 96,44        | 16 587      | 97,67       |

### Canton de Saint-Tropez
| Candidats      | Candidats             | Étiquette      | Premier tour | Premier tour | Second tour | Second tour |
| Candidats      | Candidats             | Étiquette      | Voix         | %            | Voix        | %           |
| -------------- | --------------------- | -------------- | ------------ | ------------ | ----------- | ----------- |
|                | Alain Spada*          | DVD            | 3 789        | 38,09        | 6 836       | 67,36       |
|                | Louis Foucher         | UMP            | 2 321        | 23,33        | 3 312       | 32,64       |
|                | Jean-Louis Bouguereau | FN             | 1 592        | 16,00        |             |             |
|                | Annick Napoleon       | DVD            | 1 533        | 15,41        |             |             |
|                | Pierre Daspre         | PCF            | 712          | 7,16         |             |             |
|                |                       |                |              |              |             |             |
| Inscrits       | Inscrits              | Inscrits       | 16 779       | 100,00       | 16 779      | 100,00      |
| Abstention     | Abstention            | Abstention     | 6 564        | 39,12        | 5 927       | 35,32       |
| Votants        | Votants               | Votants        | 10 215       | 60,88        | 10 852      | 64,68       |
| Blancs et nuls | Blancs et nuls        | Blancs et nuls | 268          | 2,62         | 704         | 6,49        |
| Exprimés       | Exprimés              | Exprimés       | 9 947        | 97,38        | 10 148      | 93,51       |

*sortant

### Canton de Salernes
| Candidats      | Candidats            | Étiquette      | Premier tour | Premier tour | Second tour | Second tour |
| Candidats      | Candidats            | Étiquette      | Voix         | %            | Voix        | %           |
| -------------- | -------------------- | -------------- | ------------ | ------------ | ----------- | ----------- |
|                | Claude Laugier       | DVD            | 839          | 30,07        | 1 338       | 46,04       |
|                | Christine Niccoletti | DVD            | 530          | 19,00        | 841         | 28,94       |
|                | Nicole Fanelli       | PS             | 445          | 15,95        | 727         | 25,02       |
|                | Maurice Emphoux      | DVD            | 348          | 12,47        |             |             |
|                | Louis Sette          | DVD            | 228          | 8,17         |             |             |
|                | Jacques Tudury       | FN             | 227          | 8,14         |             |             |
|                | Jean-Claude Urbach   | PCF            | 173          | 6,20         |             |             |
|                |                      |                |              |              |             |             |
| Inscrits       | Inscrits             | Inscrits       | 3 986        | 100,00       | 3 993       | 100,00      |
| Abstention     | Abstention           | Abstention     | 1 098        | 27,55        | 970         | 24,29       |
| Votants        | Votants              | Votants        | 2 888        | 72,45        | 3 023       | 75,71       |
| Blancs et nuls | Blancs et nuls       | Blancs et nuls | 98           | 3,39         | 117         | 3,87        |
| Exprimés       | Exprimés             | Exprimés       | 2 790        | 96,61        | 2 906       | 96,13       |

### Canton de La Seyne-sur-Mer
| Candidats      | Candidats               | Étiquette      | Premier tour | Premier tour | Second tour | Second tour |
| Candidats      | Candidats               | Étiquette      | Voix         | %            | Voix        | %           |
| -------------- | ----------------------- | -------------- | ------------ | ------------ | ----------- | ----------- |
|                | Valérie Paecht-Luccioni | UMP            | 3 219        | 28,07        | 4 545       | 35,61       |
|                | Patrick Martinenq       | PS             | 2 841        | 24,78        | 5 626       | 44,07       |
|                | Robert Vialla           | FN             | 2 674        | 23,32        | 2 594       | 20,32       |
|                | Philippe Mignoni        | PCF            | 2 098        | 18,30        |             |             |
|                | Louis Gueyrard          | EXG            | 453          | 3,95         |             |             |
|                | Ruth Poggi              | EXG            | 181          | 1,58         |             |             |
|                | Marc Avallone           | UDF            | 0            | 0            |             |             |
|                |                         |                |              |              |             |             |
| Inscrits       | Inscrits                | Inscrits       | 23 372       | 100,00       | 23 374      | 100,00      |
| Abstention     | Abstention              | Abstention     | 11 344       | 48,54        | 9 807       | 41,96       |
| Votants        | Votants                 | Votants        | 12 028       | 51,46        | 13 567      | 58,04       |
| Blancs et nuls | Blancs et nuls          | Blancs et nuls | 562          | 4,67         | 802         | 5,91        |
| Exprimés       | Exprimés                | Exprimés       | 11 466       | 95,33        | 12 765      | 94,09       |

### Canton de Six-Fours-les-Plages
| Candidats      | Candidats                      | Étiquette      | Premier tour | Premier tour | Second tour | Second tour |
| Candidats      | Candidats                      | Étiquette      | Voix         | %            | Voix        | %           |
| -------------- | ------------------------------ | -------------- | ------------ | ------------ | ----------- | ----------- |
|                | Alain Caillet*                 | UMP            | 3 995        | 28,89        | 8 854       | 63,49       |
|                | Thierry Senelle                | FN             | 3 942        | 28,51        | 5 091       | 36,51       |
|                | Érik Tamburi                   | DVD            | 2 634        | 19,05        |             |             |
|                | Louis Cabras                   | PCF            | 2 367        | 17,12        |             |             |
|                | Michel de Maynard De St-Michel | EXD            | 889          | 6,43         |             |             |
|                |                                |                |              |              |             |             |
| Inscrits       | Inscrits                       | Inscrits       | 26 518       | 100,00       | 26 518      | 100,00      |
| Abstention     | Abstention                     | Abstention     | 11 837       | 44,64        | 10 444      | 39,38       |
| Votants        | Votants                        | Votants        | 14 681       | 55,36        | 16 074      | 60,62       |
| Blancs et nuls | Blancs et nuls                 | Blancs et nuls | 854          | 5,82         | 2 129       | 13,24       |
| Exprimés       | Exprimés                       | Exprimés       | 13 827       | 94,18        | 13 945      | 86,76       |

*sortant

### Canton de Tavernes
| Candidats      | Candidats           | Étiquette      | Premier tour | Premier tour | Second tour | Second tour |
| Candidats      | Candidats           | Étiquette      | Voix         | %            | Voix        | %           |
| -------------- | ------------------- | -------------- | ------------ | ------------ | ----------- | ----------- |
|                | Louis Reynier       | DVD            | 546          | 21,44        | 861         | 33,49       |
|                | Jean-Gabriel Bliek  | PS             | 536          | 21,04        | 846         | 32,91       |
|                | Jean Bacci          | DVD            | 438          | 17,20        | 864         | 33,61       |
|                | Françoise de Cormis | FN             | 325          | 12,76        |             |             |
|                | Louis Fonticelli    | DVG            | 312          | 12,25        |             |             |
|                | René Roux           | UMP            | 270          | 10,60        |             |             |
|                | Émilien German      | PCF            | 89           | 3,49         |             |             |
|                | Gérard Luiggi       | EXG            | 31           | 1,22         |             |             |
|                |                     |                |              |              |             |             |
| Inscrits       | Inscrits            | Inscrits       | 3 459        | 100,00       | 3 459       | 100,00      |
| Abstention     | Abstention          | Abstention     | 850          | 24,57        | 801         | 23,16       |
| Votants        | Votants             | Votants        | 2 609        | 75,43        | 2 658       | 76,84       |
| Blancs et nuls | Blancs et nuls      | Blancs et nuls | 62           | 2,38         | 87          | 3,27        |
| Exprimés       | Exprimés            | Exprimés       | 2 547        | 97,62        | 2 571       | 96,73       |

### Canton de Toulon-2
| Candidats      | Candidats              | Étiquette      | Premier tour | Premier tour | Second tour | Second tour |
| Candidats      | Candidats              | Étiquette      | Voix         | %            | Voix        | %           |
| -------------- | ---------------------- | -------------- | ------------ | ------------ | ----------- | ----------- |
|                | Michel Cameli          | UMP            | 2 449        | 33,38        | 3 091       | 37,33       |
|                | Bruno Maranzana*       | PS             | 2 402        | 32,74        | 3 619       | 43,71       |
|                | Jean-Claude Lunardelli | FN             | 1 640        | 22,36        | 1 570       | 18,96       |
|                | Philippe Himber        | PCF            | 461          | 6,28         |             |             |
|                | Renée Defrance         | EXG            | 260          | 3,54         |             |             |
|                | Hélène Virgil          | EXG            | 124          | 1,69         |             |             |
|                |                        |                |              |              |             |             |
| Inscrits       | Inscrits               | Inscrits       | 14 666       | 100,00       | 14 666      | 100,00      |
| Abstention     | Abstention             | Abstention     | 7 048        | 48,06        | 6 105       | 41,63       |
| Votants        | Votants                | Votants        | 7 618        | 51,94        | 8 561       | 58,37       |
| Blancs et nuls | Blancs et nuls         | Blancs et nuls | 282          | 3,70         | 281         | 3,28        |
| Exprimés       | Exprimés               | Exprimés       | 7 336        | 96,30        | 8 280       | 96,72       |

*sortant

### Canton de Toulon-5
| Candidats      | Candidats               | Étiquette      | Premier tour | Premier tour | Second tour | Second tour |
| Candidats      | Candidats               | Étiquette      | Voix         | %            | Voix        | %           |
| -------------- | ----------------------- | -------------- | ------------ | ------------ | ----------- | ----------- |
|                | Robert Cavanna          | UMP            | 993          | 35,35        | 1 768       | 60,18       |
|                | Élie di Russo           | PRG            | 646          | 23,00        | 1 170       | 39,82       |
|                | Frank Giletti           | FN             | 573          | 20,40        |             |             |
|                | Philippe Chateaureynaud | DVD            | 166          | 5,91         |             |             |
|                | Dominique Michel*       | DVD            | 124          | 4,41         |             |             |
|                | Christian Mairou        | ECO            | 92           | 3,28         |             |             |
|                | René Andrau             | DVG            | 85           | 3,03         |             |             |
|                | Denis Querci            | EXG            | 68           | 2,42         |             |             |
|                | Catherine Contignon     | EXG            | 36           | 1,28         |             |             |
|                | Raymond Fallot          | SE             | 26           | 0,93         |             |             |
|                |                         |                |              |              |             |             |
| Inscrits       | Inscrits                | Inscrits       | 6 069        | 100,00       | 6 069       | 100,00      |
| Abstention     | Abstention              | Abstention     | 3 171        | 52,25        | 2 929       | 48,26       |
| Votants        | Votants                 | Votants        | 2 898        | 47,75        | 3 140       | 51,74       |
| Blancs et nuls | Blancs et nuls          | Blancs et nuls | 89           | 3,07         | 202         | 6,43        |
| Exprimés       | Exprimés                | Exprimés       | 2 809        | 96,93        | 2 938       | 93,57       |

*sortant

### Canton de Toulon-9
| Candidats      | Candidats           | Étiquette      | Premier tour | Premier tour | Second tour | Second tour |
| Candidats      | Candidats           | Étiquette      | Voix         | %            | Voix        | %           |
| -------------- | ------------------- | -------------- | ------------ | ------------ | ----------- | ----------- |
|                | Jean-Guy di Giorgio | UMP            | 1 605        | 34,25        | 2 780       | 56,91       |
|                | Danielle Daumas*    | PCF            | 1 361        | 29,04        | 2 105       | 43,09       |
|                | Gérard Bauer        | FN             | 913          | 19,48        |             |             |
|                | Pierre Bonal        | UDF            | 480          | 10,24        |             |             |
|                | Jacques Malpertuy   | ECO            | 167          | 3,56         |             |             |
|                | Marie-Renée Balty   | EXG            | 115          | 2,45         |             |             |
|                | Franck Servel       | EXG            | 45           | 0,96         |             |             |
|                |                     |                |              |              |             |             |
| Inscrits       | Inscrits            | Inscrits       | 8 998        | 100,00       | 8 998       | 100,00      |
| Abstention     | Abstention          | Abstention     | 4 175        | 46,40        | 3 829       | 42,55       |
| Votants        | Votants             | Votants        | 4 823        | 53,60        | 5 169       | 57,45       |
| Blancs et nuls | Blancs et nuls      | Blancs et nuls | 137          | 2,84         | 284         | 5,49        |
| Exprimés       | Exprimés            | Exprimés       | 4 686        | 97,16        | 4 885       | 94,51       |

*sortant

### Canton de La Valette-du-Var
| Candidats      | Candidats          | Étiquette      | Premier tour | Premier tour | Second tour | Second tour |
| Candidats      | Candidats          | Étiquette      | Voix         | %            | Voix        | %           |
| -------------- | ------------------ | -------------- | ------------ | ------------ | ----------- | ----------- |
|                | Christiane Hummel* | UMP            | 4 221        | 39,21        | 7 210       | 71,01       |
|                | Régis Chevrot      | FN             | 1 945        | 18,07        | 2 944       | 28,99       |
|                | Antoine di Iorio   | DVD            | 1 853        | 17,21        |             |             |
|                | Évelyne Jardillier | PS             | 1 837        | 17,06        |             |             |
|                | Alain Trinquier    | PCF            | 702          | 6,52         |             |             |
|                | Xavier Fresquet    | SE             | 208          | 1,93         |             |             |
|                |                    |                |              |              |             |             |
| Inscrits       | Inscrits           | Inscrits       | 18 984       | 100,00       | 18 984      | 100,00      |
| Abstention     | Abstention         | Abstention     | 7 874        | 41,48        | 7 243       | 38,15       |
| Votants        | Votants            | Votants        | 11 110       | 58,52        | 11 741      | 61,85       |
| Blancs et nuls | Blancs et nuls     | Blancs et nuls | 344          | 3,10         | 1 587       | 13,52       |
| Exprimés       | Exprimés           | Exprimés       | 10 766       | 96,90        | 10 154      | 86,48       |

*sortant